# Brett Kendall
Brett Kendall (ur. 3 kwietnia 1957) – nowozelandzki narciarz alpejski, olimpijczyk.
Na zimowych igrzyskach olimpijskich w Innsbrucku wystartował w slalomie, zjeździe i slalomie gigancie, plasując się odpowiednio na pozycjach 36., 60. i 44.
Brat Scotta, również narciarza alpejskiego, olimpijczyka z Lake Placid.